# 織田信朝
織田 信朝（おだ のぶとも）は、江戸時代中期の大名。通称は右近。丹波国柏原藩2代藩主。官位は従五位下出雲守。高長系織田家5代。

## 生涯
宝永6年（1709年）9月28日、初代藩主・織田信休の次男として柏原にて誕生した。幼名は菊千代。
享保5年（1720年）4月1日、8代将軍・徳川吉宗に御目見する。享保7年（1722年）12月24日、信休の死去により家督を相続する。享保8年（1723年）12月18日、従五位下・出雲守に叙任する。享保11年（1726年）3月18日、藩主として初めてお国入りする許可を得る。
元文2年（1737年）1月6日、柏原において死去、享年29。柏原・徳源寺に葬られた。嗣子がなかったため、弟の信旧を養子とした。
内大臣・烏丸光栄の添削を受けた和歌集『水月詠藻』（475首収録）が伝わっている。

## 系譜
- 父：織田信休（1678-1723）
- 母：生田氏
- 正室：松平宣富五女
- 養子
  - 男子：織田信旧（1710-1783） - 織田信休の三男